# Adam Larsen Kwarasey
Adambathia Larsen Kwarasey (Oslo, 12 dicembre 1987) è un allenatore di calcio ed ex calciatore norvegese naturalizzato ghanese, di ruolo portiere.

## Biografia
Di padre ghanese e madre norvegese, è in possesso del passaporto ghanese da ottobre 2011.

## Carriera

### Club
Dopo aver cominciato la carriera nel Trosterud, è stato scoperto dall'Aalesunds, nel 2002. Dopo due anni, è passato al Vålerenga. Nel 2007, si è trasferito allo Strømsgodset. Ha debuttato per lo Strømsgodset in data 6 maggio 2007, nella partita contro il Lyn Oslo, schierato titolare: la partita si è conclusa con un pareggio per 1-1.
Nel 2010, ha contribuito al successo finale nell'edizione stagionale del Norgesmesterskapet. Nel primo turno della competizione, inoltre, ha segnato una rete nella vittoria per 0-5 sul campo del Modum, su calcio di rigore. Il 23 maggio 2012, dopo la vittoria sull'Odd Grenland per 1-0, ha segnato un nuovo record: per la prima volta nella storia del club, infatti, lo Strømsgodset aveva vinto quattro partite consecutive al Marienlyst Stadion senza subire alcuna rete. Il 1º marzo 2013, ha rinnovato il contratto che lo legava al club per altre due stagioni.
È diventato il capitano della squadra in vista del campionato 2013, dopo il ritiro di Alexander Aas. Il 2 aprile 2013, ha giocato la 100ª partita nell'Eliteserien. Ha fatto parte della squadra che ha vinto quello stesso campionato. Il 23 ottobre 2013, il suo nome è stato inserito tra i candidati per la vittoria del premio Kniksen per il miglior portiere del campionato. È stato lui ad aggiudicarsi il premio.
Il 13 novembre 2014, lo Strømsgodset ha annunciato ufficialmente che Larsen Kwarasey non aveva voluto rinnovare il contratto con il club e che pertanto si sarebbe svincolato a fine anno. Complessivamente, ha totalizzato 183 presenze in squadra, negli otto anni in cui vi ha militato.
Il 2 dicembre 2014, è stato comunicato ufficialmente il suo passaggio a parametro zero ai Portland Timbers, formazione statunitense. Anche la franchigia americana ha confermato il trasferimento in data 8 dicembre, con il giocatore che si è legato alla nuova squadra con un accordo pluriennale, valido dal 1º gennaio 2015. Ha esordito nella Major League Soccer in data 7 marzo, schierato titolare nel pareggio a reti inviolate contro il Real Salt Lake. Ha contribuito alla vittoria finale del campionato 2015.
Il 18 luglio 2016, il Rosenborg ha reso noto sul proprio sito internet d'aver ingaggiato Larsen Kwarasey, che si è legato al nuovo club con un contratto valido per i successivi tre anni e mezzo. Il 23 luglio è tornato quindi a calcare i campi norvegesi, venendo impiegato da titolare nel successo interno per 6-0 sull'Haugesund. Rimasto in squadra sino al termine dell'annata, ha totalizzato 10 presenze tra tutte le competizioni ed ha contribuito alle vittorie finali di Eliteserien e Norgesmesterskapet.
Il 9 gennaio 2017 è passato ufficialmente al Brøndby, a cui si è legato per i successivi quattro anni. Ha giocato la prima partita con questa maglia l'8 marzo, schierato titolare nel successo per 1-4 sul campo del Marienlyst, sfida valida per il DBUs Landspokalturnering 2016-2017. Il primo incontro in Superligaen lo ha disputato il 7 maggio, in occasione della sconfitta per 4-2 maturata sul campo del Midtjylland. Ha totalizzato 4 presenze in squadra e subito 10 reti, in questa porzione di stagione.
Il 6 giugno 2017, il Vålerenga ha reso noto d'aver tesserato Larsen Kwarasey, che ha fatto così ritorno in squadra dopo avervi militato nelle giovanili. Il trasferimento del giocatore, che ha firmato un contratto valido fino al 31 dicembre 2020, sarebbe stato ratificato a partire dal 20 luglio successivo, data di riapertura del calciomercato locale. È tornato a calcare i campi da calcio norvegesi in data 7 agosto, schierato titolare nella sconfitta per 2-0 subita sul campo dello Strømsgodset. Ha chiuso questa porzione di stagione in squadra totalizzando 17 presenze e subendo 29 reti, tra campionato e coppa.

### Nazionale
Larsen Kwarasey ha debuttato per la Norvegia under 21 in data 12 giugno 2008, nella partita vinta per 1-4 sull'Islanda, a Reykjavík: ha sostituito il portiere titolare Andreas Lie nei minuti finali della sfida, in cui ha subito una rete.
In virtù delle sue origini, poteva scegliere se rappresentare la Norvegia o il Ghana a livello di Nazionale maggiore. Ad ottobre 2011, gli è stato riconosciuto il passaporto ghanese e Larsen Kwarasey è diventato così eleggibile per il Ghana. Il 2 settembre 2011 aveva comunque debuttato per la selezione africana, schierato in campo nella vittoria per 2-0 sullo eSwatini. Il 16 dicembre 2011, il suo nome è stato incluso tra i convocati in vista della Coppa delle nazioni africane 2012. Ha disputato tutta la competizione da titolare e il Ghana si è classificato al 4º posto finale, dopo aver perso la finalina contro il Mali.
Convocato per il campionato del mondo 2014, è diventato il secondo giocatore della storia dello Strømsgodset ad essere selezionato per questa competizione, dopo Jostein Flo nel 1998. È stato schierato in campo soltanto nella partita inaugurale contro gli Stati Uniti, sfida persa per 2-1. Secondo quanto dichiarato dallo stesso Larsen Kwarasey in un'intervista dopo l'eliminazione del Ghana, la delusione per via di questa esclusione e i problemi organizzativi – alberghi e voli – lo hanno portato a considerare un periodo di pausa dalla Nazionale.

## Statistiche

### Presenze e reti nei club
Statistiche aggiornate al 18 febbraio 2021.
| Stagione                | Club                    | Campionato              | Campionato | Campionato | Coppe nazionali | Coppe nazionali | Coppe nazionali | Coppe continentali | Coppe continentali | Coppe continentali | Supercoppe | Supercoppe | Supercoppe | Totale | Totale |
| Stagione                | Club                    | Comp                    | Pres       | Reti       | Comp            | Pres            | Reti            | Comp               | Pres               | Reti               | Comp       | Pres       | Reti       | Pres   | Reti   |
| ----------------------- | ----------------------- | ----------------------- | ---------- | ---------- | --------------- | --------------- | --------------- | ------------------ | ------------------ | ------------------ | ---------- | ---------- | ---------- | ------ | ------ |
| 2007                    | Strømsgodset            | ES                      | 4          | -8         | CN              | 1               | -2              | -                  | -                  | -                  | -          | -          | -          | 5      | -10    |
| 2008                    | Strømsgodset            | ES                      | 4          | -4         | CN              | 3               | -4              | -                  | -                  | -                  | -          | -          | -          | 7      | -8     |
| 2009                    | Strømsgodset            | ES                      | 4          | -8         | CN              | 2               | -5              | -                  | -                  | -                  | -          | -          | -          | 6      | -13    |
| 2010                    | Strømsgodset            | ES                      | 29         | -57        | CN              | 7               | 1; -4           | -                  | -                  | -                  | -          | -          | -          | 36     | 1; -61 |
| 2011                    | Strømsgodset            | ES                      | 28         | -43        | CN              | 4               | -3              | UEL                | 2                  | -4                 | -          | -          | -          | 34     | -50    |
| 2012                    | Strømsgodset            | ES                      | 29         | -39        | CN              | 3               | -7              | -                  | -                  | -                  | -          | -          | -          | 32     | -46    |
| 2013                    | Strømsgodset            | ES                      | 30         | -26        | CN              | 1               | -2              | UEL                | 3                  | -5                 | -          | -          | -          | 34     | -33    |
| 2014                    | Strømsgodset            | ES                      | 26         | -33        | CN              | 1               | -1              | UCL                | 2                  | -3                 | -          | -          | -          | 29     | -37    |
| Totale Strømsgodset     | Totale Strømsgodset     | Totale Strømsgodset     | 154        | -218       |                 | 22              | 1; -28          |                    | 7                  | -12                |            | -          | -          | 183    | -258   |
| 2015                    | Portland Timbers        | MLS                     | 33+5       | -42        | USOC            | 2               | -3              | -                  | -                  | -                  | -          | -          | -          | 40     | -45    |
| gen.-lug. 2016          | Portland Timbers        | MLS                     | 7          | -13        | USOC            | 0               | 0               | CCL                | -                  | -                  | -          | -          | -          | 7      | -13    |
| Totale Portland Timbers | Totale Portland Timbers | Totale Portland Timbers | 40+5       | -55        |                 | 2               | -3              |                    | -                  | -                  |            | -          | -          | 183    | -258   |
| lug.-dic. 2016          | Rosenborg               | ES                      | 9          | -9         | CN              | 1               | -1              | UCL                | 0                  | 0                  | -          | -          | -          | 10     | -10    |
| gen.-giu. 2017          | Brøndby                 | SL                      | 2          | -7         | CD              | 2               | -3              | UEL                | -                  | -                  | -          | -          | -          | 4      | -10    |
| lug.-dic. 2017          | Vålerenga               | ES                      | 14         | -25        | CN              | 3               | -4              | -                  | -                  | -                  | -          | -          | -          | 17     | -29    |
| 2018                    | Vålerenga               | ES                      | 30         | -44        | CN              | 1               | -2              | -                  | -                  | -                  | -          | -          | -          | 31     | -46    |
| 2019                    | Vålerenga               | ES                      | 18         | -21        | CN              | 1               | -5              | -                  | -                  | -                  | -          | -          | -          | 19     | -26    |
| 2020                    | Vålerenga               | ES                      | 0          | 0          | -               | -               | -               | -                  | -                  | -                  | -          | -          | -          | 0      | 0      |
| Totale Vålerenga        | Totale Vålerenga        | Totale Vålerenga        | 62         | -90        |                 | 5               | -11             |                    | -                  | -                  |            | -          | -          | 67     | -101   |
| Totale                  | Totale                  | Totale                  | 267+5      | -389       |                 | 32              | 1; -45          |                    | 7                  | -12                |            | -          | -          | 311    | -436   |

### Cronologia presenze e reti in nazionale
| Cronologia completa delle presenze e delle reti in nazionale ― Ghana | Cronologia completa delle presenze e delle reti in nazionale ― Ghana | Cronologia completa delle presenze e delle reti in nazionale ― Ghana | Cronologia completa delle presenze e delle reti in nazionale ― Ghana | Cronologia completa delle presenze e delle reti in nazionale ― Ghana | Cronologia completa delle presenze e delle reti in nazionale ― Ghana | Cronologia completa delle presenze e delle reti in nazionale ― Ghana | Cronologia completa delle presenze e delle reti in nazionale ― Ghana |
| Data                                                                 | Città                                                                | In casa                                                              | Risultato                                                            | Ospiti                                                               | Competizione                                                         | Reti                                                                 | Note                                                                 |
| -------------------------------------------------------------------- | -------------------------------------------------------------------- | -------------------------------------------------------------------- | -------------------------------------------------------------------- | -------------------------------------------------------------------- | -------------------------------------------------------------------- | -------------------------------------------------------------------- | -------------------------------------------------------------------- |
| 2-9-2011                                                             | Accra                                                                | Ghana                                                                | 1 – 0                                                                | eSwatini                                                             | Qual. Coppa d'Africa 2012                                            | -                                                                    |                                                                      |
| 5-9-2011                                                             | Londra                                                               | Brasile                                                              | 1 – 0                                                                | Ghana                                                                | Amichevole                                                           | -1                                                                   |                                                                      |
| 8-10-2011                                                            | Omdurman                                                             | Sudan                                                                | 0 – 2                                                                | Ghana                                                                | Qual. Coppa d'Africa 2012                                            | -                                                                    |                                                                      |
| 11-10-2011                                                           | Watford                                                              | Ghana                                                                | 0 – 0                                                                | Nigeria                                                              | Amichevole                                                           | -                                                                    |                                                                      |
| 15-11-2011                                                           | Saint-Leu-la-Forêt                                                   | Ghana                                                                | 2 – 1                                                                | Gabon                                                                | Amichevole                                                           | -1                                                                   |                                                                      |
| 24-1-2012                                                            | Franceville                                                          | Ghana                                                                | 1 – 0                                                                | Botswana                                                             | Coppa d'Africa 2012 - 1º turno                                       | -                                                                    |                                                                      |
| 28-1-2012                                                            | Franceville                                                          | Ghana                                                                | 2 – 0                                                                | Mali                                                                 | Coppa d'Africa 2012 - 1º turno                                       | -                                                                    |                                                                      |
| 1-2-2012                                                             | Franceville                                                          | Ghana                                                                | 1 – 1                                                                | Guinea                                                               | Coppa d'Africa 2012 - 1º turno                                       | -1                                                                   |                                                                      |
| 5-2-2012                                                             | Franceville                                                          | Ghana                                                                | 2 – 1 dts                                                            | Tunisia                                                              | Coppa d'Africa 2012 - Quarti di finale                               | -1                                                                   |                                                                      |
| 8-2-2012                                                             | Bata                                                                 | Zambia                                                               | 1 – 0                                                                | Ghana                                                                | Coppa d'Africa 2012 - Semifinale                                     | -1                                                                   |                                                                      |
| 11-2-2012                                                            | Malabo                                                               | Ghana                                                                | 0 – 2                                                                | Mali                                                                 | Coppa d'Africa 2012 - 3º posto                                       | -2                                                                   |                                                                      |
| 1-3-2012                                                             | Chester                                                              | Cile                                                                 | 1 – 1                                                                | Ghana                                                                | Amichevole                                                           | -1                                                                   |                                                                      |
| 1-6-2012                                                             | Kumasi                                                               | Ghana                                                                | 7 – 0                                                                | Lesotho                                                              | Qual. Mondiali 2014                                                  | -                                                                    |                                                                      |
| 9-6-2012                                                             | Ndola                                                                | Zambia                                                               | 1 – 0                                                                | Ghana                                                                | Qual. Mondiali 2014                                                  | -1                                                                   |                                                                      |
| 15-8-2012                                                            | Xi'an                                                                | Cina                                                                 | 1 – 1                                                                | Ghana                                                                | Amichevole                                                           | -1                                                                   |                                                                      |
| 8-9-2012                                                             | Accra                                                                | Ghana                                                                | 2 – 0                                                                | Malawi                                                               | Qual. Coppa d'Africa 2013                                            | -                                                                    |                                                                      |
| 8-9-2012                                                             | Blantyre                                                             | Malawi                                                               | 0 – 1                                                                | Ghana                                                                | Qual. Coppa d'Africa 2013                                            | -                                                                    |                                                                      |
| 13-1-2013                                                            | Kumasi                                                               | Ghana                                                                | 4 – 2                                                                | Tunisia                                                              | Amichevole                                                           | -1                                                                   |                                                                      |
| 14-8-2013                                                            | Istanbul                                                             | Turchia                                                              | 2 – 2                                                                | Ghana                                                                | Amichevole                                                           | -2                                                                   |                                                                      |
| 5-3-2014                                                             | Podgorica                                                            | Montenegro                                                           | 1 – 0                                                                | Ghana                                                                | Amichevole                                                           | -1                                                                   |                                                                      |
| 31-5-2014                                                            | Rotterdam                                                            | Paesi Bassi                                                          | 1 – 0                                                                | Ghana                                                                | Amichevole                                                           | -1                                                                   |                                                                      |
| 17-6-2014                                                            | Natal                                                                | Ghana                                                                | 1 – 2                                                                | Stati Uniti                                                          | Mondiali 2014 - 1º turno                                             | -2                                                                   |                                                                      |
| 6-9-2016                                                             | Mosca                                                                | Russia                                                               | 1 – 0                                                                | Ghana                                                                | Amichevole                                                           | -1                                                                   |                                                                      |
| 11-10-2016                                                           | Durban                                                               | Sudafrica                                                            | 1 – 1                                                                | Ghana                                                                | Amichevole                                                           | -1                                                                   |                                                                      |
| Totale                                                               |                                                                      | Presenze                                                             | 24                                                                   |                                                                      | Reti                                                                 | -19                                                                  |                                                                      |

## Palmarès

### Club
- Coppa di Norvegia: 2

Strømsgodset: 2010
Rosenborg: 2016
- Campionato norvegese: 2

Strømsgodset: 2013
Rosenborg: 2016
- Campionato MLS: 1

Portland Timbers: 2015

### Individuale
- Miglior portiere dell'Eliteserien: 1

2013